# Aikaterini Laskaridou
Aikaterini Laskaridou (em grego: Αικατερίνη Λασκαρίδου) (Viena, 1842 – Atenas, 1916) foi uma pedagoga e professora grega, precursora do ensino infantil na Grécia.
Tendo lançado as bases para o ensino infantil e, principalmente, feminino, na Grécia, Laskaridou foi uma das figuras mais proeminentes de seu tempo.

## Biografia
Laskaridou nasceu em Viena, em 1842. Era filha de Konstantínos Christomános e María Kazási, originários de Melnik, hoje parte da Bulgária. Estudou na Academia Pedagógica de Viena, onde se especializou nas áreas de filosofia, história e pedagogia. Foi assim que descobriu o sistema de Fröbel, referente ao pedagogo Friedrich Fröbel, um dos primeiros educadores a considerar o início da infância como uma fase de importância decisiva na formação das pessoas. Em 1858, casou-se com Laskaris Laskarides, um comerciante de Bursa.
Influenciada por Fröbel, Lascaridou se empenhou na criação de jardins de infância em seu país. Defendia a ideia de que a pré-escola deve ser a base do sistema educacional que contribuiria significativamente para a educação das crianças. Por um ano e meio, viajou pela Europa de maneira a se familiarizar com o funcionamento das escolas europeias. Ao retornar à Grécia, introduziu o método de Fröbel, algo que antes era indiscutível na sociedade grega.
Em 1864, fundou a escola grega para meninas em Atenas, onde introduziu o método de ensino de Fröbel, até então inédito. O primeiro diretor foi a filósofa Fani M. Hill, com Lascaridou como vice-diretora desde o início. Ela sucedeu à Sra. Hill e assumiu a gestão da escola em 1867. A escola encerrou suas atividades em 1970.

## Morte
Laskaridou morreu em 1916, aos 74 anos, devido a um acidente automobilístico em Atenas. Deixou três filhas, Melpomene, Sophia Laskaridou, famosa pintora impressionista grega e Eirini Laskaridou, que fundou uma casa para cegos em Caliteia, introduzindo o método Braille como método de ensino para cegos na Grécia.